# Pike Johnson
Karl Hilmer "Pike" Johnson, född 2 maj 1896 i East Boston i USA, död 6 november 1985 i Meredith, New Hampshire i USA, var en amerikansk professionell fotbollsspelare i American Professional Football Association (som 1922 bytte namn till National Football League) för Akron Pros. År 1920 vann han det allra första NFL-mästerskapet tillsammans med laget.